# Morschach
Morschach es una comuna suiza del cantón de Schwyz, situada en el distrito de Schwyz, en la ribera oriental del lago de los Cuatro Cantones. Limita al norte con las comunas de Ingenbohl y Schwyz, al este con Muotathal, al sur con Riemenstalden y Sisikon (UR), y al occidente con Seelisberg (UR).